# آدریانو رجیناتو
آدریانو رجیناتو (انگلیسی: Adriano Reginato؛ زادهٔ ۱۹ دسامبر ۱۹۳۷) بازیکن فوتبال اهل ایتالیا است.
از باشگاه‌هایی که در آن بازی کرده‌است می‌توان به باشگاه فوتبال کالیاری، باشگاه فوتبال ویچنزا، و باشگاه فوتبال تورینو اشاره کرد.